# Тёжер, Илона
Тёжер, Илона — венгерская спортсменка (гребля на байдарках и каноэ). Она выиграла четыре медали чемпионата мира по гребле на байдарках и каноэ. Серебряную  и бронзовую медали ей удалось получить на чемпионате в Тампере, Финляндия в 1973 году. На следующем чемпионате в Мехико (Мексика) Илона Тёжер стала опять третьей в соревнованиях на байдарках (2 500 м). Уже на 12-м чемпионате мира по гребле на байдарках и каноэ, который проходил в 1975 году, она выиграла бронзовую медаль.